# Silvija Hinzmann
Silvija Hinzmann (* 28. März 1956, Čakovec, Kroatien) ist eine deutsche Autorin, Übersetzerin und Dolmetscherin kroatischer Herkunft. Seit 2003 schreibt sie Kriminalromane und Kurzgeschichten.

## Leben
Hinzmann wuchs in Daruvar/Slawonien auf. 1970 kam sie nach Stuttgart, schloss eine kaufmännische Ausbildung ab und arbeitete in verschiedenen Unternehmen. 1993 legte sie die staatliche Prüfung zur Übersetzerin und Dolmetscherin an der Universität Darmstadt ab. Seitdem arbeitet sie freiberuflich. 
Angeregt durch die Tätigkeit für Justiz- und andere Behörden begann sie 2002, Krimis zu schreiben. Seitdem veröffentlichte sie mehrere Romane, zahlreiche Kurzkrimis in Anthologien verschiedener Verlage. Im Klagenfurter Wieser Verlag erschienen bisher fünf Istrien-Krimis, in denen sie sich u. a. mit den Kriegsfolgen in der kroatischen Gesellschaft beschäftigt. Außerdem publizierte sie als Herausgeberin und Mitherausgeberin mehrere Kurzkrimi-Anthologien.
Hinzu kommen Übersetzungen aus dem Kroatischen und Serbischen: Gedichte, Erzählungen, Essays u. a. von Dragan Velikić, Daša Drndić, sowie literarische Reiseführer und Romane, z. B. Fahnen (Zastave) Band I. und V. von Miroslav Krleža.
Sie ist Mitglied in mehreren Autoren- und Übersetzerverbänden, u. a. im VdÜ, BDÜ